# کاواکامی سوروکو
کاواکامی سوروکو (به ژاپنی: 川上 操六 Kawakami Soroku); ۱۱ نوامبر ۱۸۴۸ – ۱۱ مهٔ ۱۸۹۹) سیاست‌مدار اهل ژاپن بود.
وی همچنین برندهٔ جوایزی همچون نشان خورشید فروزان، و نشان بادبادک طلایی، نشان خورشید فروزان، و نشان گل داودی شده‌است.